# Dučice
Dučice (Duits: Dutschitz) is een dorp in de Tsjechische gemeente Přerubenice in de regio Midden-Bohemen en maakt deel uit van het district Rakovník. Het dorp bestond in 2021 uit 7 huizen.
Dučice telt 10 inwoners.

## Geografie
Dučice ligt in de hoek van een diep dal van de Srbečskýbeek. Boven het dal verheft zich de tafelberg Džbán. Twee kilometer ten noordwesten van het dorp ligt een beschermd natuurgebied, Pochválovská stráň, met kalkstenen rotswanden, pijnbomen en beschermde en bedreigde plantensoorten.

## Geschiedenis
De eerste schriftelijke vermelding van het dorp dateert van 1436. In 1405 hoorde het door bij het landgoed Zálezlický van eigenaar Dalibor van Kozojed. Tussen 1436 en 1542 behoorde het dorp tot de heerlijkheid Přerubenický.
Sinds 2003 maakt Dučice deel uit van de gemeente Přerubenice.

## Galerij

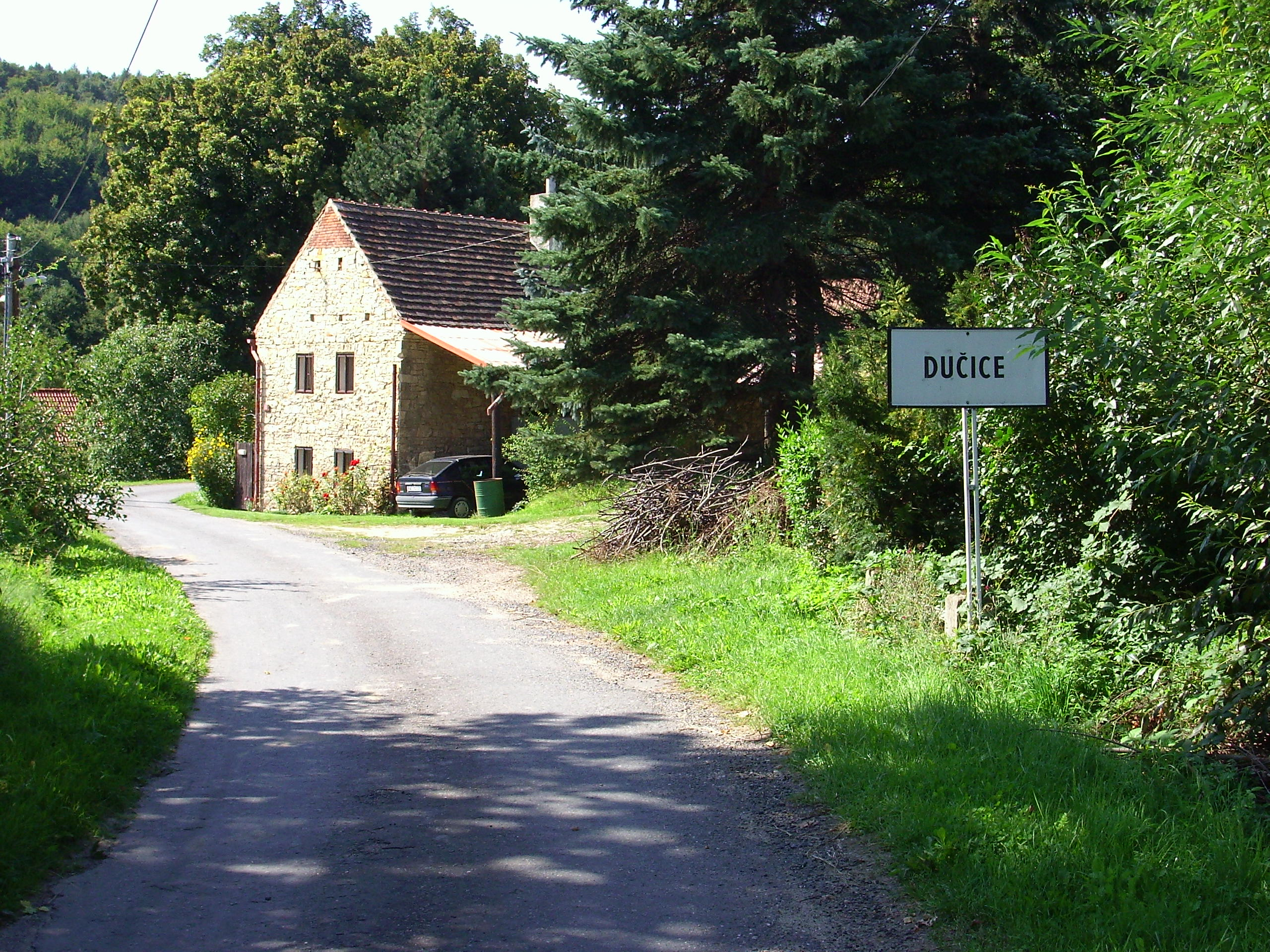
Huis in Dučice
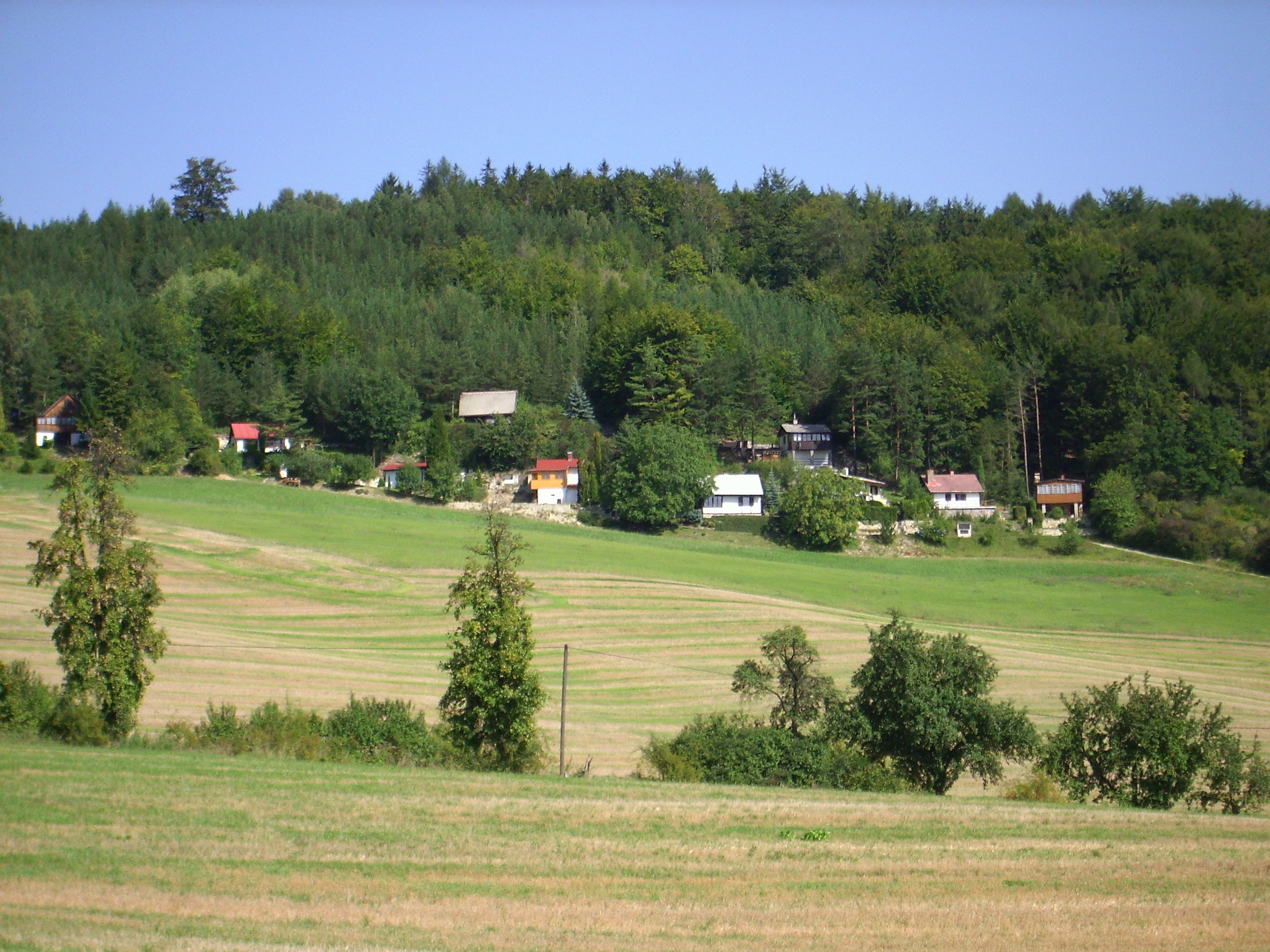
Chalets nabij Dučice
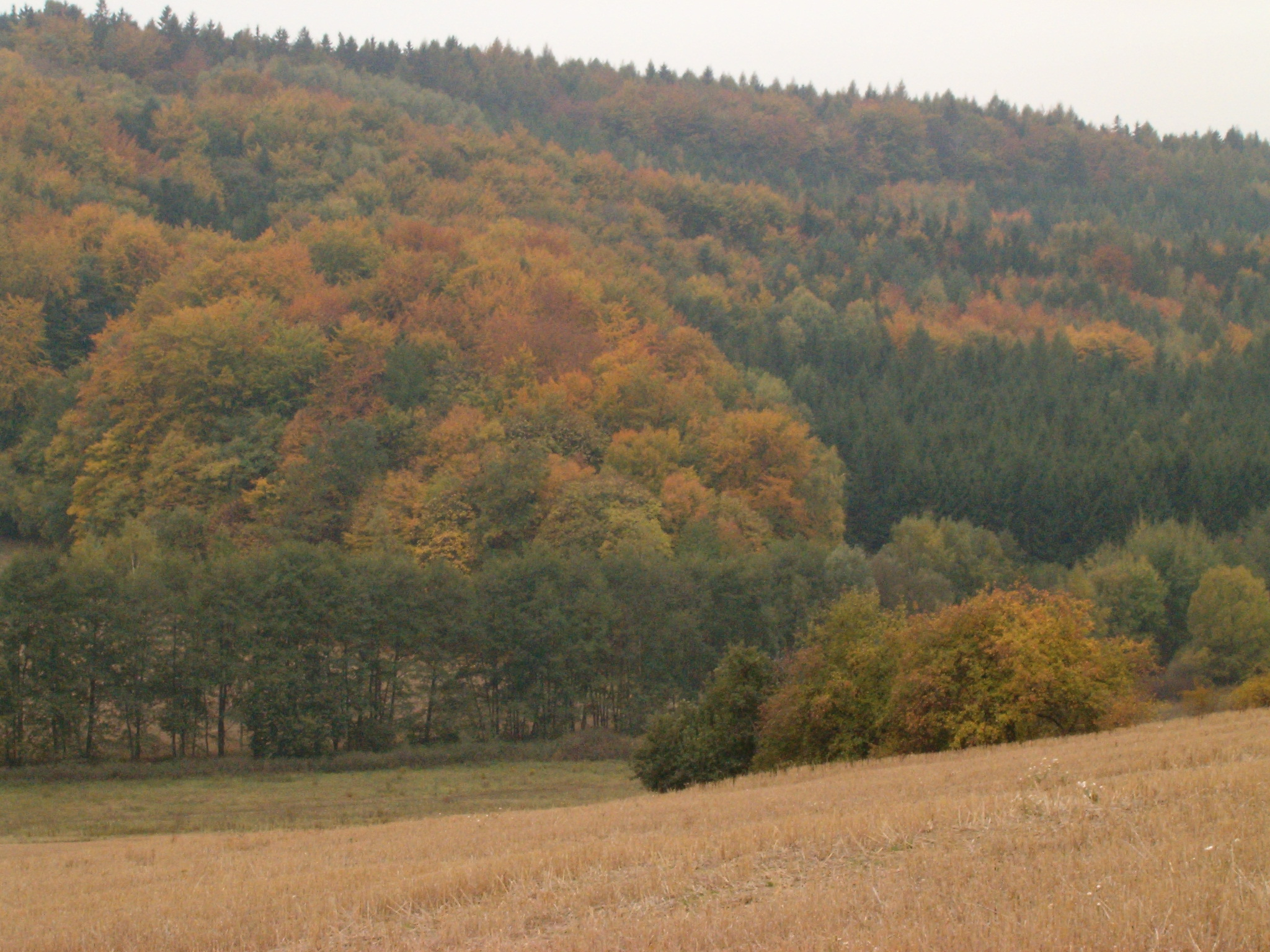
Natuurgebied bij Dučice
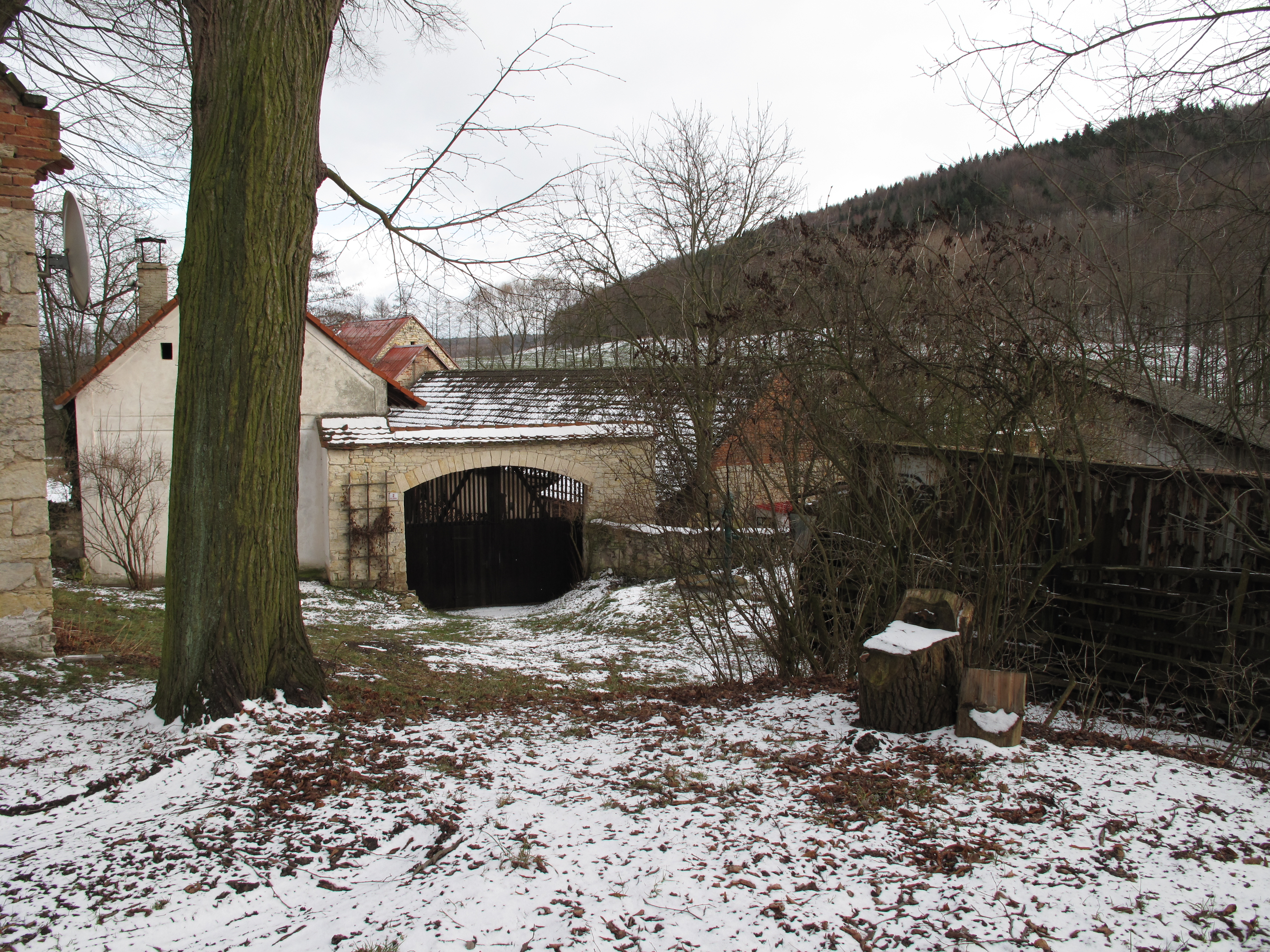
Huis met poort in Dučice
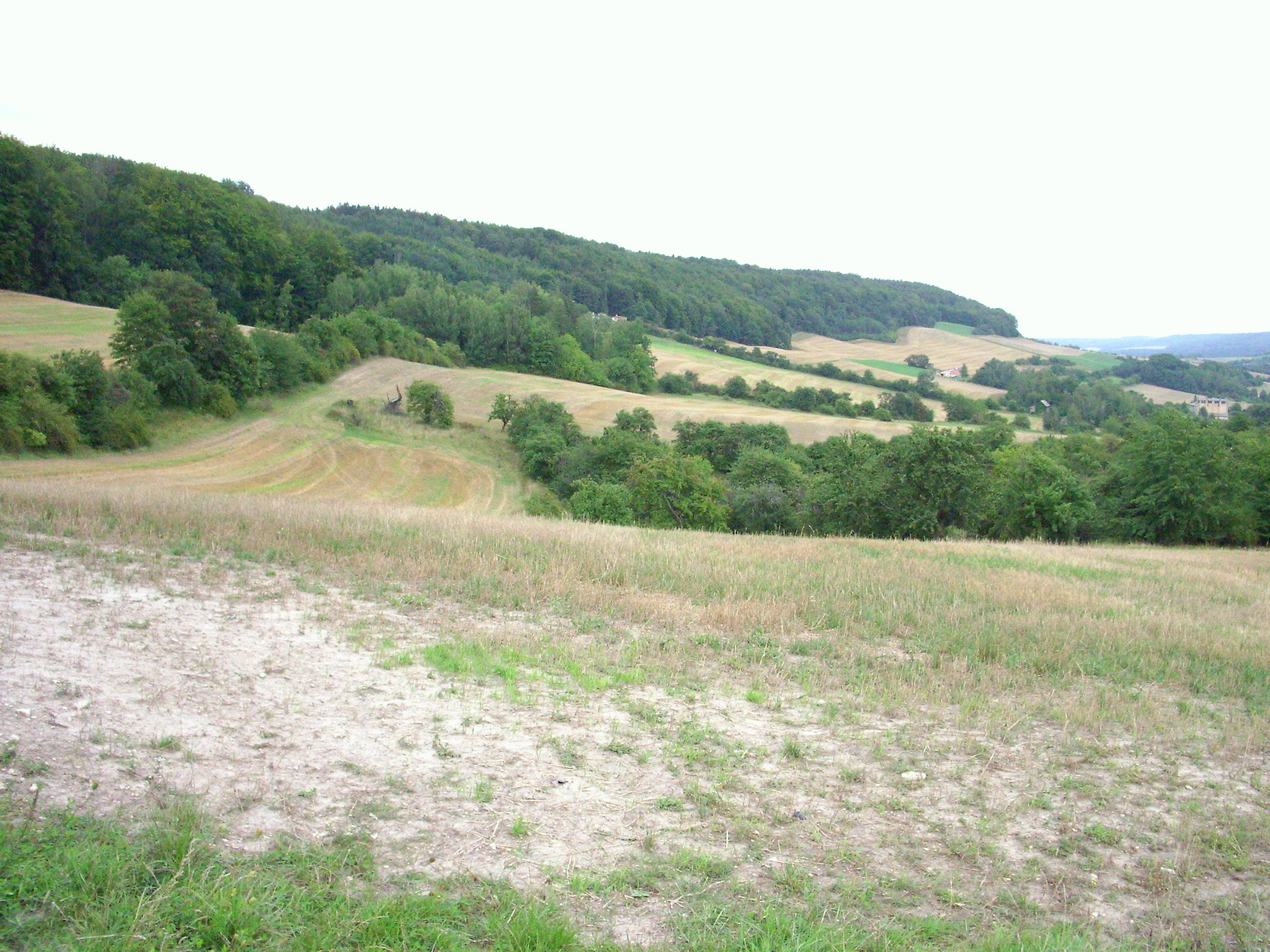
Natuur bij Dučice